# Tamba (Varbla)
Tamba – wieś w Estonii, w prowincji Parnawa, w gminie Varbla.